# Babylonischer Krieg
Erster Diadochenkrieg (321–320 v. Chr.):
Hellespont
Zwischenzeit (320–319 v. Chr.):
Orkynia – Kretopolis – Nora
Zweiter Diadochenkrieg (319–316 v. Chr.):
Megalopolis – Byzantion – Kopratas – Paraitakene – Gabiene
Dritter Diadochenkrieg (315–311 v. Chr.):
Tyros – Gaza
Babylonischer Krieg (311–309 v. Chr.)
Vierter Diadochenkrieg (309–301 v. Chr.):
Salamis – Rhodos – Ipsos
Fünfter Diadochenkrieg (288–286 v. Chr.)
Sechster Diadochenkrieg (282–281 v. Chr.):
Kurupedion
Der Babylonische Krieg (311–309 v. Chr.) war ein bewaffneter Konflikt zwischen den Diadochen Antigonos Monophthalmos und Seleukos Nikator. Mit dem Sieg des Seleukos erwies sich eine Wiederherstellung des Alexanderreichs als unmöglich, was in der nachfolgenden Schlacht von Ipsos bestätigt wurde.

## Vorgeschichte
Nach dem Tod Alexanders des Großen am 11. Juni 323 v. Chr. fiel sein Reich auseinander. Generäle, die sich für die Bewahrung der Reichseinheit einsetzten, wurden im Ersten Diadochenkrieg geschlagen. Während des Zweiten Diadochenkriegs wuchs die Macht des Antigonos Monophthalmos an, der sich einen eigenen Machtbereich in Anatolien und Syrien geschaffen hatte; dies sorgte für Unruhe unter den anderen Generälen, aber es gelang Antigonos, Ptolemaios I. und Kassander von Makedonien im Dritten Diadochenkrieg in Schach zu halten. Im Dezember 311 schlossen die Kriegsparteien den Frieden der Dynasten, in dem sie sich gegenseitig anerkannten. Der einzige Herrscher, der vom Frieden ausgeschlossen blieb, war Seleukos Nikator. Antigonos hatte 316 v. Chr. diesen Satrapen aus Babylonien vertrieben, aber Ptolemaios hatte ihm eine Armee gegeben, die er nun einsetzte, um in seine frühere Satrapie zurückzukehren.

## Feldzüge
Seleukos, der sich mit makedonischen Veteranen aus Harran verstärkt hatte, erreichte seine frühere Hauptstadt Babylon in der zweiten Hälfte des Mai 311, wo er bald als neuer Herrscher anerkannt wurde. Einzig die Zitadelle wurde von einer dem Antigonos loyalen Garnison verteidigt. Seleukos ließ nun den Euphrat mit einem Damm aufstauen, so dass ein künstlicher See entstand; im August zerstörte er den Staudamm, worauf die Flutwelle die Mauern der Feste mitriss.
Antigonos’ Satrapen in Medien und Arien, Nikanor und Euagoras, entschieden sich nun, mit einer Streitmacht von 10.000 Fußsoldaten und 7.000 Reitern gegen Seleukos vorzugehen, aber dieser hatte bereits seit September 311 v. Chr. mit einer Armee von 3.000 Infanteristen und 400 Kämpfern zu Pferde ihr Eintreffen am Tigris erwartet. Es gelang Seleukos, die makedonischen Truppenteile des Nikanor und Euagoras zu schlagen, indem er seine Männer im Marschland versteckte und bei Nacht angriff, woraufhin die iranischen Soldaten sich auf seine Seite schlugen. Ohne weitere Gegenwehr konnte Seleukos das Zagros-Gebirge durchqueren, und zunächst Ekbatana und hernach Susa, die Hauptstädte Mediens und Elams, besetzen, womit er den Südirak und den größeren Teil Irans kontrollierte.
Die Nachricht über die Niederlage des Nikanor und Euagoras muss Antigonos ungefähr zu derselben Zeit erreicht haben, als er den Frieden der Dynasten schloss (Dezember 311 v. Chr.). Er befahl seinem Sohn Demetrios Poliorketes die Ordnung wiederherzustellen. Dieser traf Anfang Frühling 310 v. Chr. in Mesopotamien ein, als Seleukos sich immer noch im Osten aufhielt. Obgleich es Demetrius gelang, sich Zugang zu Babylon zu verschaffen, konnte er sich nicht der Guerilla erwehren, die Seleukos’ Anhänger organisieren konnten, und musste unverrichteter Dinge nach Syrien zurückkehren. Bei einem erneuten Versuch gelang es zwar seinem Vater Antigonos im Herbst 310 v. Chr. in Babylon einzuziehen, aber auch er war im März 309 v. Chr. gezwungen, die Stadt wieder zu verlassen. Als er sich in nordwestlicher Richtung zurückzog, stieß er auf die Armee des Seleukos, der seinen Soldaten befahl, ihre Mahlzeit nachts einzunehmen, Antigonos’ Truppen bei der Einnahme ihres Frühstücks angriff und so einen entscheidenden Sieg erringen konnte.

## Bedeutung
Antigonos musste sich zurückziehen und die Herrschaft des Seleukos über Babylonien, Medien und Elam hinnehmen. Seleukos vermochte als Sieger in den Osten bis zum Industal zu ziehen, wo er einen Friedensvertrag mit Chandragupta Maurya schloss. Der Raja erhielt den Punjab und trat im Gegenzug eine formidable Streitmacht von 500 Kriegselefanten an den Makedonen ab. Durch die Besetzung des übrigen Irans und Afghanistans stieg Seleukos zum mächtigsten Kriegsherrn seit Alexander dem Großen auf. Die Wiederherstellung des Alexanderreichs war nach dem Babylonischen Krieg nicht länger möglich. Diese Vorentscheidung fand sich einige Jahre später im Vierten Diadochenkrieg und der Schlacht von Ipsos bestätigt (301 v. Chr.).